# Hemihegetotherium
Hemihegetotherium è un genere estinto di mammiferi notoungulati, appartenente ai tipoteri. Visse nel Miocene medio - superiore (circa 12  - 7 milioni di anni fa) e i suoi resti fossili sono stati ritrovati in Sudamerica.

## Descrizione
Questo animale era di medie dimensioni, e la sua taglia poteva equivalere a quella di una lince rossa (Lynx rufus) o di un grande paca (Cuniculus paca): è possibile che l'animale intero raggiungesse una lunghezza di circa 1 metro, e le specie più grandi (come Hemihegetotherium achataleptum) potrebbero aver raggiunto i 20 chilogrammi di peso. Hemihegetotherium possedeva zampe piuttosto allungate, anche se non come quelle degli attuali lagomorfi (a cui per altri aspetti assomigliava). Come molti suoi simili, Hemihegetotherium possedeva un primo paio di incisivi ingranditi e denti premolari e molari semplificati ma a corona alta (ipsodonti). In Hemihegetotherium, questi denti erano così semplici nella struttura da essere costituiti da un cilindro ricurvo di smalto riempito di dentina; rispetto a Hegetotherium, i molari erano più convessi, a sezione semi-ellittica. Questi denti erano però dotati di cuspidi appuntite lungo il margine esterno. Hemihegetotherium possedeva tibia e fibula solidamente fuse insieme nelle loro estremità, sia distale che prossimale.

## Classificazione
Il genere Hemihegetotherium venne descritto per la prima volta da Rovereto nel 1914, sulla base di resti fossili ritrovati in terreni del Miocene superiore nella formazione Las Floras (Provincia di San Juan, Argentina); la specie tipo è Hemihegetotherium achataleptum. Altre specie sono H. torresi, anch'essa del Miocene superiore dell'Argentina, e H. trilobus, del Miocene medio di Quebrada Honda in Bolivia; quest'ultima specie si distingueva dalle altre specie del genere per la presenza del terzo molare inferiore trilobato (donde l'epiteto specifico). La specie H. tantillum, descritta nel 2019, è simile a H. trilobus e proviene dalla Patagonia.
Hemihegetotherium è un rappresentante degli egetoteriidi (da cui il nome generico, che significa "mezzo Hegetotherium"), un gruppo di notoungulati solitamente di piccole dimensioni e dall'aspetto di roditori o lepri. In particolare, Hemihegetotherium risulterebbe essere affine al genere eponimo Hegetotherium, benché meno specializzato.

## Paleoecologia
Hemihegetotherium era un erbivoro terrestre, che probabilmente si nutriva di piante basse e particolarmente fibrose sia in regioni aperte che in zone coperte di foreste. È possibile che gli arti di Hemihegetotherium fossero adatti sia alla corsa che alle attività di scavo.